# 天主教瓜尼扬伊斯教区

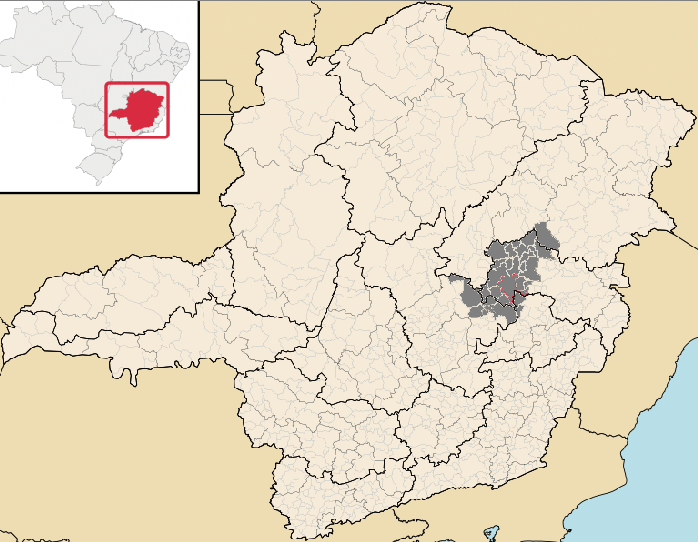
天主教瓜尼扬伊斯教区

File:Regional CNBB Leste 2.png

天主教瓜尼揚伊斯教區（拉丁語：Dioecesis Guanhanensis）是巴西一個天主教教區，包括米納斯吉拉斯州中部共二十八市。此教區屬迪亞曼蒂納總教區。
教區成立於1985年5月24日，2004年有教友285,000人，佔轄區總人口95.0%。有廿六個堂區、司鐸卅八人。現任教區主教為奧塔西利奧·費雷拉-德-拉塞爾達，榮休主教為耶肋米亞·安多尼·德-熱蘇斯。